# 布格施泰特
布格施泰特（發音：[ˈbʊʁkˌʃtɛt] ⓘ）是德国萨克森州中萨克森县的城市，面积25.88平方千米，2023年12月31日人口为10,402人。